# Papiro Prisse
Il Papiro Prisse è un papiro egizio conservato presso la Biblioteca Nazionale di Parigi che deve il suo nome al suo scopritore Émile Prisse d'Avennes.

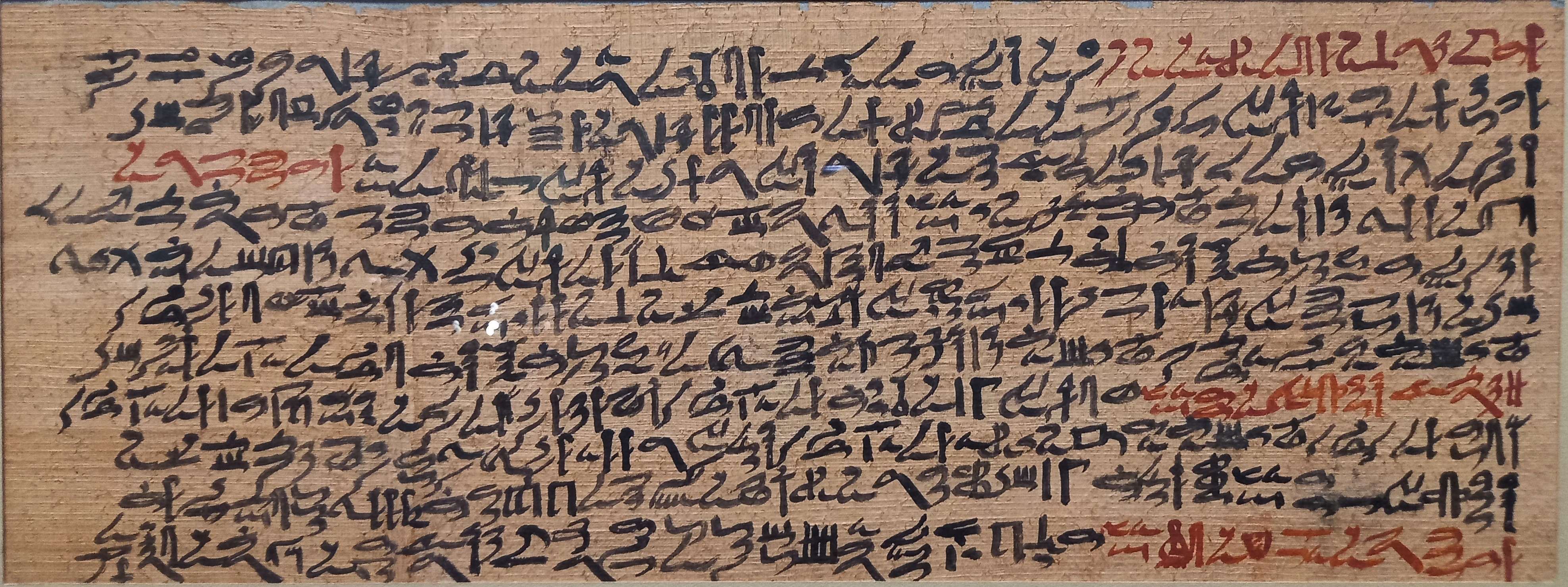
Papiro Prisse

Il papiro, rinvenuto dagli abitanti di Gurna nella Necropoli di Tebe, fu da loro donato nel 1847 all'archeologo francese Prisse d'Avennes che lo pubblicò. Lungo più di sette metri, è ritenuto il più antico manoscritto conosciuto ed è risalente al Medio Regno. L'eccezionale stato di conservazione fa supporre che fosse contenuto in una delle tombe della necropoli e che quindi lì sia stato rinvenuto.
Diviso in due parti, contiene nella prima, incompleta, gli Ammaestramenti di Kagemni, visir dei faraoni Huni e Snefru; nella seconda vi sono riportate le Massime di Ptahhotep, opera morale composta da Ptahhotep visir di Djedkhau, sovrano appartenente alla V dinastia egizia.
Il testo divenne  poi  uno dei fondamenti nell'addestramento degli scribi